# Primera División de Chile 1991
Primera División de Chile 1991 var den chilenska högstaligan i fotboll för herrar för säsongen 1991, som slutade med att Colo-Colo vann för artonde gången. Naval skulle ha deltagit, men drog sig ur inför säsongen, varvid platsen fylldes med Deportes Antofagasta istället.

## Kvalificering för internationella turneringar
- Copa Libertadores 1992
  - Vinnaren av Copa Libertadores 1991: Colo-Colo
  - Tvåan av Primera División (vinnaren var Colo-Colo): Coquimbo Unido
  - Vinnaren av Liguilla Pre-Libertadores: Universidad Católica

## Sluttabell
| Plac. | Lag                  | S  | V  | O  | F  | GM | IM | MSK | Poäng |
| ----- | -------------------- | -- | -- | -- | -- | -- | -- | --- | ----- |
| 1     | Colo-Colo            | 30 | 18 | 8  | 4  | 57 | 25 | 32  | 44    |
| 2     | Coquimbo Unido       | 30 | 15 | 9  | 6  | 41 | 31 | 10  | 39    |
| 3     | Universidad Católica | 30 | 16 | 6  | 8  | 54 | 38 | 16  | 38    |
| 4     | O'Higgins            | 30 | 15 | 7  | 8  | 50 | 33 | 17  | 37    |
| 5     | Fernández Vial       | 30 | 13 | 6  | 11 | 28 | 33 | -5  | 32    |
| 6     | Cobreloa             | 30 | 13 | 5  | 12 | 57 | 40 | 17  | 31    |
| 7     | Deportes Concepción  | 30 | 11 | 9  | 10 | 43 | 49 | -6  | 31    |
| 8     | Deportes Antofagasta | 30 | 8  | 13 | 9  | 22 | 24 | -2  | 29    |
| 9     | Palestino            | 30 | 7  | 15 | 8  | 39 | 43 | -4  | 29    |
| 10    | Deportes La Serena   | 30 | 11 | 6  | 13 | 42 | 56 | -14 | 28    |
| 11    | Cobresal             | 30 | 8  | 11 | 11 | 43 | 35 | 8   | 27    |
| 12    | Unión Española       | 30 | 10 | 7  | 13 | 50 | 49 | 1   | 27    |
| 13    | Everton              | 30 | 10 | 7  | 13 | 35 | 39 | -4  | 27    |
| 14    | Universidad de Chile | 30 | 7  | 9  | 14 | 36 | 39 | -3  | 23    |
| 15    | Provincial Osorno    | 30 | 5  | 9  | 16 | 35 | 66 | -31 | 19    |
| 16    | Santiago Wanderers   | 30 | 3  | 13 | 14 | 26 | 58 | -32 | 19    |

|  | Mästare och kvalificerade till Copa Libertadores 1992. |
|  | Kvalificerade till Copa Libertadores 1992.             |
|  | Kvalificerade till Liguilla Pre-Libertadores.          |
|  | Till nedflyttningskval.                                |
|  | Nedflyttade till Segunda División.                     |

| Primera División Vinnare av Primera División 1991 |
| ------------------------------------------------- |
| Chile                                             |
| Colo-Colo 18:e titeln                             |

## Liguilla Pre-Libertadores

### Finalspel
| Plac. | Lag                  | S | V | O | F | GM | IM | MSK | Poäng |
| ----- | -------------------- | - | - | - | - | -- | -- | --- | ----- |
| 1     | Universidad Católica | 3 | 3 | 0 | 0 | 8  | 2  | +6  | 6     |
| 2     | O'Higgins            | 3 | 1 | 1 | 1 | 2  | 3  | -1  | 3     |
| 3     | Deportes Antofagasta | 3 | 1 | 0 | 2 | 3  | 4  | -1  | 2     |
| 4     | Deportes Concepción  | 3 | 0 | 1 | 2 | 2  | 6  | -4  | 1     |

## Nedflyttningskval
| Plac. | Lag                   | S | V | O | F | GM | IM | MSK | Poäng |
| ----- | --------------------- | - | - | - | - | -- | -- | --- | ----- |
| 1     | Everton               | 3 | 2 | 1 | 0 | 4  | 1  | +3  | 5     |
| 2     | Universidad de Chile  | 3 | 2 | 0 | 1 | 7  | 2  | +5  | 4     |
| 3     | Soinca Bata           | 3 | 1 | 1 | 1 | 4  | 3  | +1  | 3     |
| 4     | Deportes Puerto Montt | 3 | 0 | 0 | 3 | 1  | 10 | -9  | 0     |